# Millie Bobby Brownová
Millie Bonnie Bongiovi Brownová (anglicky Millie Bonnie Brown Bongiovi, * 19. února 2004 Marbella), známá jako Millie Bobby Brown, je britská herečka, modelka a producentka. Proslavila se rolí Jedenáctky (v původním znění Eleven, s přezdívkou „El“) v americkém hororovém seriálu Stranger Things (2016–⁠dosud) společnosti Netflix, za níž získala uznání kritiků a nominace na dvě ceny Emmy. Ve třinácti letech se tak stala jedním z nejmladších nominovaných umělců v historii cen Emmy. Na filmovém plátně debutovala s rolí Madison ve filmu Godzilla II Král monster (2019) a stejnou postavu ztvárnila i v pokračování Godzilla vs. Kong (2021). Hrála také Enolu Holmesovou ve stejnojmenném filmu (2020) a jeho pokračování (2022). Ve filmu Mladá dáma (2024) ztvárnila princeznu Elodie. V roce 2025 hrála ve filmu Pasáž (původní název The Electric state).
V roce 2018 byla časopisem Time zařazena na seznam 100 nejvlivnějších lidí světa jako nejmladší osoba v historii tohoto žebříčku a v listopadu téhož roku se jako čtrnáctiletá stala nejmladší velvyslankyní Dobré vůle UNICEF.

## Život
Brownová se narodila dne 19. února 2004 ve španělské Marbelle britským rodičům Kelly a Robertu Brownovým. Má dva starší sourozence, bratra Charlieho a sestru Paige a mladší sestru Avu. Od narození trpěla částečnou nedoslýchavostí v levém uchu a během několika let na toto ucho zcela ohluchla. V jejích čtyřech letech se s rodinou přestěhovala zpět do Anglie, konkrétně do Bournemouth.
Když jí bylo osm let, její rodina se přestěhovala do Orlanda na Floridě. Má vlastní značku kosmetiky Florence By Mills.
Od roku 2021 je jejím partnerem herec Jake Bongiovi, syn zpěváka Jona Bon Joviho. V dubnu 2023 oznámila, že je s Bongiovim zasnoubená. Svatba proběhla v květnu 2024.
Od srpna 2022 je online studentkou na Purdueově univerzitě, kde studuje zdraví a lidské služby.
Millie má nyní[kdy?] 13 koček.

## Kariéra

### 2013–2017: První role aStranger Things
V roce 2013 zaznamenala svůj herecký debut, kdy ztvárnila hostující roli malé Alenky v televizním seriálu Once Upon a Time in Wonderland na stanici ABC. V roce 2014 ztvárnila hlavní roli Madison O'Donnell v dramatickém seriálu Intruders na stanici BBC America. Ztvárnila také hostující role v krimiseriálu Námořní vyšetřovací služba, sitcomu Taková moderní rodinka a dramatickém seriálu Chirurgové.
V roce 2016 byla obsazena do amerického hororového seriálu Stranger Things streamovací sítě Netflix, kde ztvárnila Jedenáctku, dívku s nadpřirozenými schopnostmi. Za svůj výkon získala uznání kritiky a za výkon v první a druhé řadě byla nominována na Cenu Sdružení filmových a televizních herců za nejlepší ženský herecký výkon v dramatickém seriálu a cenu Emmy za nejlepší herečku ve vedlejší roli v dramatickém seriálu. Poté s ostatními představiteli hlavních postav získala Cenu Sdružení filmových a televizních herců za nejlepší výkon obsazení dramatického seriálu a získala cenu Saturn za nejlepší výkon mladého herce/herečky v televizi.
V listopadu 2016 si zahrála ve videoklipu k písničce „Find Me“ umělců Sigmy a Birdy. Od téhož měsíce se objevovala v komerčních reklamách na investiční a finanční služby ve spolupráci s Citigroup. V lednu 2017 zaznamenala svůj modelingový debut, když stala tváří kampaně „By Appointment“ značky Calvin Klein. Následující měsíc podepsala smlouvu s modelingovou agenturou IMG Models. Brownová se v létě 2018 objevila v kampani italské značky Moncler a objevila se také na obálce časopisu Vogue.

### 2018–dosud

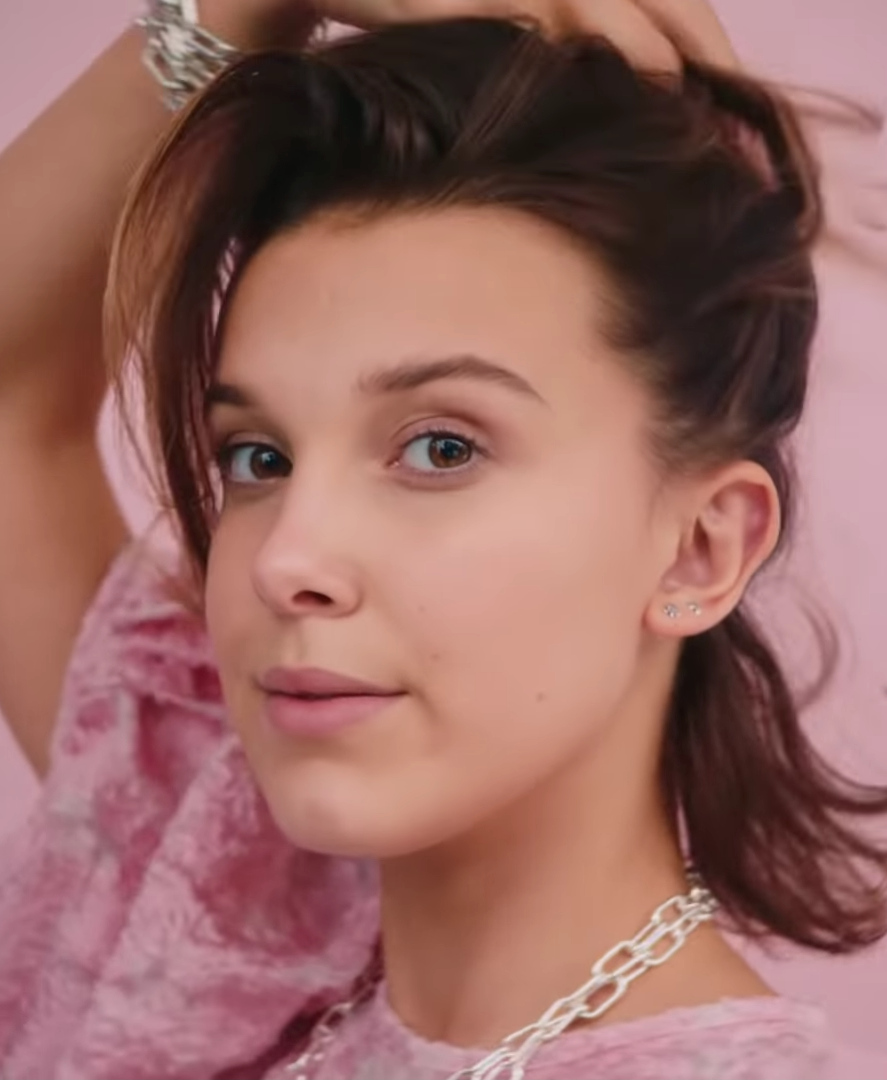
Millie Bobby Brown (2020)

Byla vybrána jako vypravěčka v zážitku virtuální reality Spheres: Songs of Spacetime, jež produkoval Darren Aronofsky. V roce 2018 byla časopisem Time zařazena na seznam 100 nejvlivnějších lidí světa a stala se tak nejmladší osobu, která se na tomto seznamu objevila. Kromě toho byla časopisem Time jmenována jednou z nejvlivnějších teenagerek let 2017 a 2018. Téhož roku se také stala nejmladší osobou, která kdy byla jmenována velvyslankyní Dobré vůle UNICEF. Společnost EA Games oznámila, že Brownová spolupracovala s programátory z The Sims 4, aby se objevila v Sims 4 Positivity Challenge. V roce 2018 ji časopis The Hollywood Reporter zařadil mezi třicet nejlepších hollywoodských hvězd mladších osmnácti let.
Svůj filmový debut zaznamenala v roce 2019 ve filmu Godzilla II Král monster, pokračování filmu Godzilla z roku 2014. Roli si zopakovala v dalším pokračování Godzilla vs. Kong z roku 2021. Stala se ambasadorkou kampaně UEFA #WePlayStrong. V roce 2019 Brownová uvedla na trh svou vlastní kosmetickou značku Florence by Mills.
V roce 2020 ztvárnila hlavní roli ve filmu Enola Holmesová založeném na stejnojmenné knižní sérii, jehož byla také producentkou. V roce 2022 si zopakovala roli Enoly Holmesové v pokračování Enola Holmesová 2 a podle časopisu Variety si za tuto roli vydělala 10 milionů dolarů a stala se jednou z nejlépe placených hereček roku v Hollywoodu. Téhož roku se také stala ambasadorkou módní značky Louis Vuitton. V září 2023 vydala svůj debutový román, Nineteen Steps, založený na její vlastní rodinné historii. Román je popsán jako „epický příběh lásky, ztráty a tajemství“.
Objevila se ve fantasy filmu Damsel společnosti Netflix, jehož režisérem je španělský filmař Juan Carlos Fresnadillo. Zahrála si také ve filmu Pasáž bratří Russových, adaptaci stejnojmenného grafického románu Simona Stålenhaga.

## Filmografie

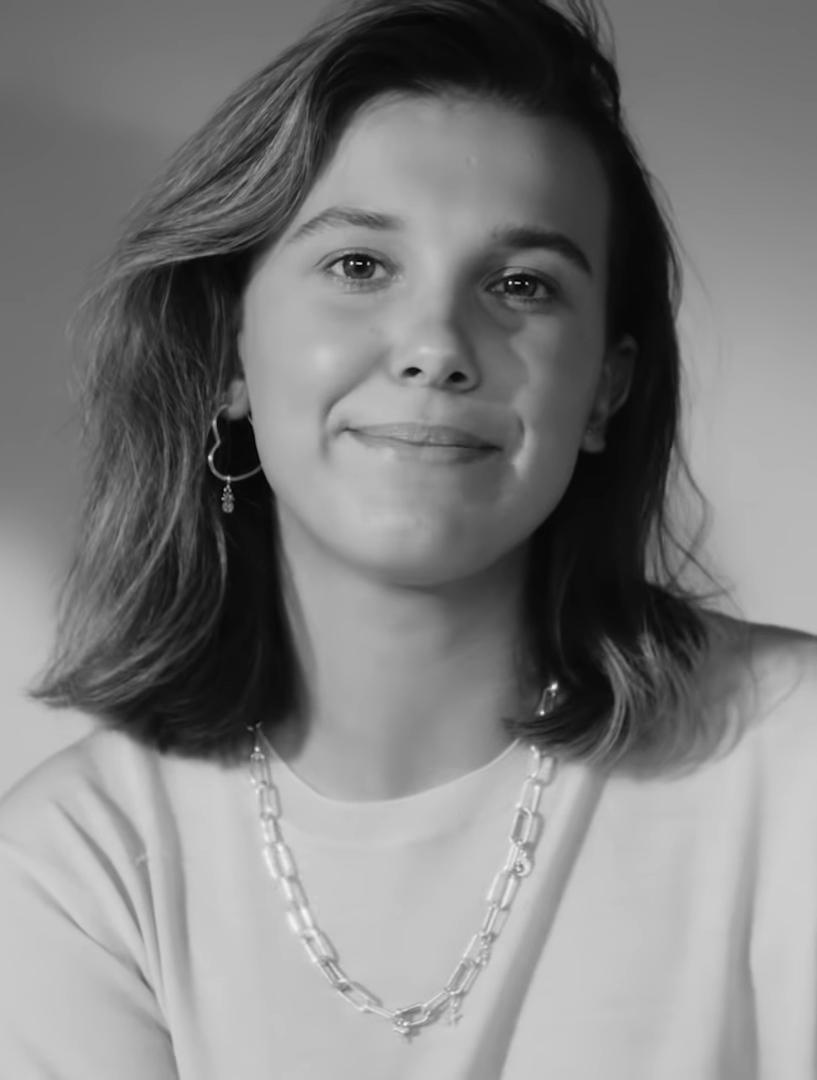
Civilní portrét Millie Bobby Brownové (2020)

### Film
| Rok  | Název                    | Role            | Poznámky                       |
| ---- | ------------------------ | --------------- | ------------------------------ |
| 2018 | Spheres                  | vypravěčka      | segment: „Chorus of the Cosmo“ |
| 2019 | Godzilla II Král monster | Madison Russell |                                |
| 2020 | Enola Holmesová          | Enola Holmesová | také producentka               |
| 2021 | Godzilla vs. Kong        | Madison Russell |                                |
| 2022 | Enola Holmesová 2        | Enola Holmesová | také producentka               |
| 2024 | Damsel                   | princezna Elodi | také vedoucí producentka       |
| 2025 | Pasáž                    | Michelle        |                                |

### Televize
| Rok        | Název                          | Role              | Poznámky                           |
| ---------- | ------------------------------ | ----------------- | ---------------------------------- |
| 2013       | Once Upon a Time in Wonderland | Malá Alenka       | 2 díly                             |
| 2014       | Intruders                      | Madison O'Donnell | 8 dílů                             |
| 2014       | Námořní vyšetřovací služba     | Rachel Barnes     | díl: „Mládeži nepřístupno“         |
| 2015       | Taková moderní rodinka         | Lizzie            | díl: „Skříně? Skříně!“             |
| 2015       | Chirurgové                     | Ruby              | díl: „Cítím, jak se Země pohybuje“ |
| 2016–dosud | Stranger Things                | Jedenáctka        | hlavní role, 34 dílů               |

### Hudební videa
| Rok  | Název                                                 | Role                       |
| ---- | ----------------------------------------------------- | -------------------------- |
| 2016 | „Find Me“                                             | Sigma feat. Birdy          |
| 2017 | „I Dare You!“                                         | young sista next by The XX |
| 2018 | „Girls like you”                                      | Maroon 5 feat. Cardi B     |
| 2018 | „In My Feelings”                                      | Drake                      |
| 2019 | „Happy Anniversary, All I Want for Christmas Is You!” | Mariah Carey               |

## Ocenění
| Rok  | Cena                                          | Kategorie                                                      | Nominované dílo          | Výsledek  | Ref.          |
| ---- | --------------------------------------------- | -------------------------------------------------------------- | ------------------------ | --------- | ------------- |
| 2017 | NME Awards                                    | Hrdina roku                                                    | ona sama                 | nominace  | [ 53 ]        |
| 2017 | Cena Emmy                                     | Nejlepší herečka ve vedlejší roli (drama)                      | Stranger Things          | nominace  | [ 54 ]        |
| 2017 | Fangoria Chainsaw Awards                      | Nejlepší televizní herečka                                     | Stranger Things          | vítězství |               |
| 2017 | Gold Derby Awards                             | Průlomový výkon roku                                           | Stranger Things          | vítězství | [ 55 ]        |
| 2017 | Gold Derby Awards                             | Nejlepší herečka ve vedlejší roli (drama)                      | Stranger Things          | nominace  | [ 55 ]        |
| 2017 | IGN People's Choice Award                     | Nejlepší dramatický výkon v televizi                           | Stranger Things          | vítězství | [ 56 ]        |
| 2017 | Filmové a televizní ceny MTV                  | Nejlepší výkon v seriálu                                       | Stranger Things          | vítězství | [ 57 ]        |
| 2017 | Filmové a televizní ceny MTV                  | Nejlepší hrdina                                                | Stranger Things          | nominace  | [ 57 ]        |
| 2017 | Online Film & Television Association          | Nejlepší herečka ve vedlejší roli (drama)                      | Stranger Things          | nominace  | [ 58 ]        |
| 2017 | People's Choice Awards                        | Nejoblíbenější sci-fi/fantasy herečka                          | Stranger Things          | nominace  | [ 59 ]        |
| 2017 | Cena Saturn                                   | Nejlepší mladá herečka v seriálu                               | Stranger Things          | vítězství | [ 60 ]        |
| 2017 | Cena Sdružení filmových a televizních herců   | Nejlepší ženský herecký výkon (drama)                          | Stranger Things          | nominace  | [ 61 ]        |
| 2017 | Cena Sdružení filmových a televizních herců   | Nejlepší obsazení v dramatickém seriálu                        | Stranger Things          | vítězství | [ 61 ]        |
| 2017 | Teen Choice Awards                            | Průlomová hvězda                                               | Stranger Things          | nominace  | [ 62 ]        |
| 2017 | Young Artist Awards                           | Nejlepší výkon v televizním seriálu nebo filmu – mladá herečka | Stranger Things          | nominace  | [ 63 ]        |
| 2018 | Cena Emmy                                     | Nejlepší herečka ve vedlejší roli (drama)                      | Stranger Things          | nominace  | [ 64 ]        |
| 2018 | Empire Awards                                 | Nejlepší herečka v televizním seriálu                          | Stranger Things          | nominace  | [ 65 ]        |
| 2018 | Gold Derby Awards                             | Nejlepší herečka ve vedlejší roli (drama)                      | Stranger Things          | nominace  | [ 66 ]        |
| 2018 | Kids' Choice Awards                           | Nejoblíbenější televizní herečka                               | Stranger Things          | vítězství | [ 67 ]        |
| 2018 | Filmové a televizní ceny MTV                  | Nejlepší výkon v seriálu                                       | Stranger Things          | vítězství | [ 68 ]        |
| 2018 | Filmové a televizní ceny MTV                  | Nejlepší polibek (s Finnem Wolfhardem)                         | Stranger Things          | nominace  | [ 68 ]        |
| 2018 | Online Film & Television Association          | Nejlepší herečka ve vedlejší roli (drama)                      | Stranger Things          | nominace  | [ 69 ]        |
| 2018 | Cena Saturn                                   | Nejlepší mladá herečka v seriálu                               | Stranger Things          | nominace  | [ 70 ]        |
| 2018 | Cena Sdružení filmových a televizních herců   | Nejlepší ženský herecký výkon (drama)                          | Stranger Things          | nominace  | [ 71 ]        |
| 2018 | Cena Sdružení filmových a televizních herců   | Nejlepší obsazení v dramatickém seriálu                        | Stranger Things          | nominace  | [ 71 ]        |
| 2018 | Teen Choice Awards                            | Sci-fi/Fantasy herečka                                         | Stranger Things          | vítězství | [ 72 ]        |
| 2018 | Teen Choice Awards                            | Chemie (s Finnem Wolfhardem)                                   | Stranger Things          | nominace  | [ 73 ]        |
| 2019 | Kids' Choice Awards                           | Nejoblíbenější televizní herečka                               | Stranger Things          | nominace  | [ 74 ]        |
| 2019 | Cena Saturn                                   | Nejlepší výkon mladé herečky                                   | Godzilla II Král monster | nominace  | [ 75 ] [ 76 ] |
| 2019 | Teen Choice Awards                            | Letní seriálová herečka                                        | Stranger Things          | vítězství | [ 77 ]        |
| 2020 | Kids' Choice Awards                           | Nejoblíbenější televizní herečka                               | Stranger Things          | vítězství |               |
| 2020 | Cena Sdružení filmových a televizních herců   | Nejlepší obsazení v dramatickém seriálu                        | Stranger Things          | nominace  |               |
| 2021 | Kids' Choice Awards                           | Nejoblíbenější televizní herečka                               | Stranger Things          | vítězství |               |
| 2021 | Kids' Choice Awards                           | Nejoblíbenější filmová herečka                                 | Enola Holmesová          | vítězství |               |
| 2021 | Las Vegas Film Critics Society                | Mladí ve filmu – žena                                          | Enola Holmesová          | vítězství |               |
| 2021 | London Film Critics' Circle                   | Nejlepší britský/irský mladý herecký výkon ve filmu            | Enola Holmesová          | nominace  |               |
| 2021 | Online Film & Television Association          | Nejlepší mladý herec/herečka                                   | Enola Holmesová          | nominace  |               |
| 2021 | Seattle Film Critics Society                  | Nejlepší mladý herec/herečka                                   | Enola Holmesová          | nominace  |               |
| 2021 | Washington D.C. Area Film Critics Association | Nejlepší mladý herec/herečka                                   | Enola Holmesová          | nominace  |               |
| 2022 | Hollywood Critics Association TV Awards       | Nejlepší herečka ve vedlejší roli                              | Stranger Things          | nominace  | [ 78 ]        |
| 2022 | Cena Saturn                                   | Nejlepší herečka ve streamovaném seriálu                       | Stranger Things          | nominace  | [ 79 ]        |
| 2023 | Nickelodeon Kids' Choice Awards               | Nejoblíbenější filmová herečka                                 | Enola Holmesová 2        | vítězství |               |
| 2023 | MTV Movie & TV Awards                         | Nejlepší souboj (s Jamie Campbell Bower)                       | Stranger Things          | nominace  |               |

## Galerie

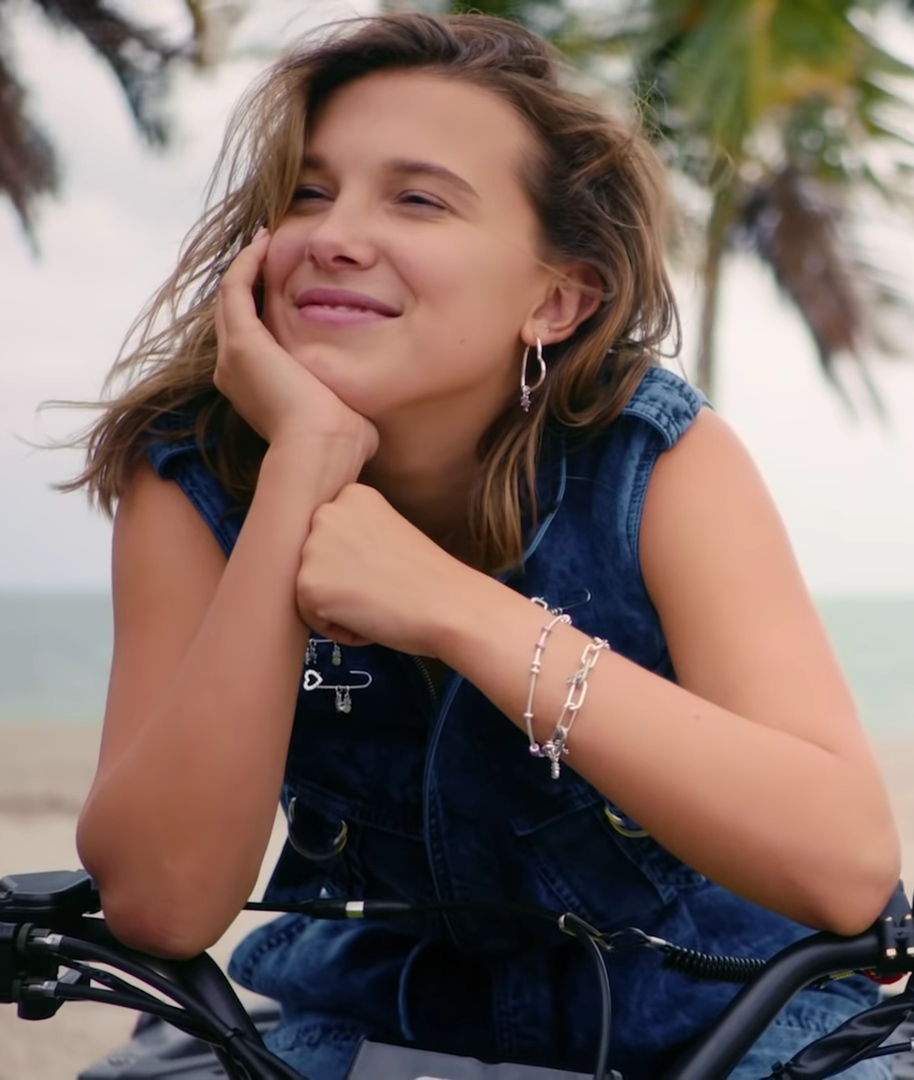
V roce 2020
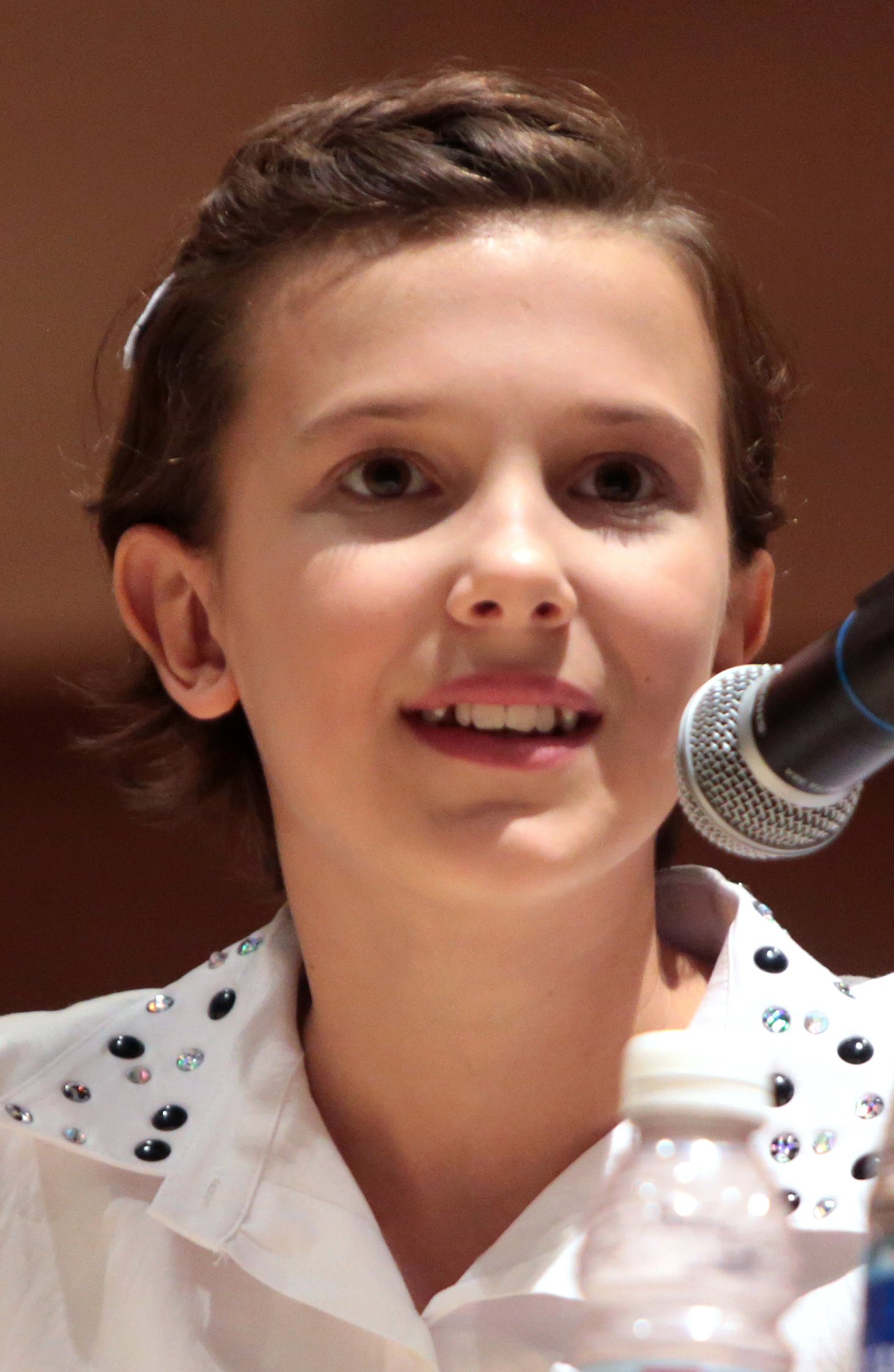
V roce 2016